# 1834

## أحداث
- حصار القدس في الفترة ما بين 21 مايو و7 يونيو.
- 8 فبراير: ولادة ديمتري مندليف الكيميائي الروسي الشهير.
- 10 أبريل: صدور الميثاق الملكي الإسباني الذي بموجبه تم إنشاء البرلمان الإسباني (الكورتيس)
- 18 يونيو: مبايعة فيصل بن تركي حاكمًا على الدولة السعودية الثانية.

## مواليد
- أوتو جلاجاو
- إدغار ديغا
- إرنست هيكل
- جوليا بسترانا
- خوسيه هرنانديز
- ديميتري مندلييف
- علي باشا مبارك
- غوتليب دايملر
- فريديريك أوغست بارتولدي
- كاواكامي غنساي
- موريس رينو
- مصطفى رياض باشا
- ويليام موريس
- الأمام سعود بن فيصل عم الملك عبد العزيز.

## وفيات
- الشوكاني
- توماس مالتوس
- صامويل تايلر كولريدج
- فرانسوا-أوغيست بارسوفال-غرانميزون
- وليام غرنفيل
- تركي بن عبد الله مؤسس الدولة السعودية الثانية.
- مسلمة بن محمد، أمير علوي مغربي.
- حمزة بك الهوتسالي، أحد الأئمة الداغستانيين.